# Schlacht um Bagdad (2003)
Die Schlacht um Bagdad war eine militärische Operation im Rahmen des Irakkriegs. Die Schlacht um die irakische Hauptstadt Bagdad begann am 3. April 2003 mit dem Angriff auf den internationalen Flughafen im Westen der Stadt. Bereits nach wenigen Tagen wurden die Kämpfe am 9. April mit dem Fall Bagdads und dem Untergang des Regimes von Saddam Hussein beendet. Am 1. Mai verkündete US-Präsident George W. Bush auf dem Flugzeugträger Abraham Lincoln das Ende der Hauptkampfhandlungen. Mit dem Ende der Schlacht begann die bis 2011 dauernde Besetzung des Iraks.

## Kampf um den internationalen Flughafen

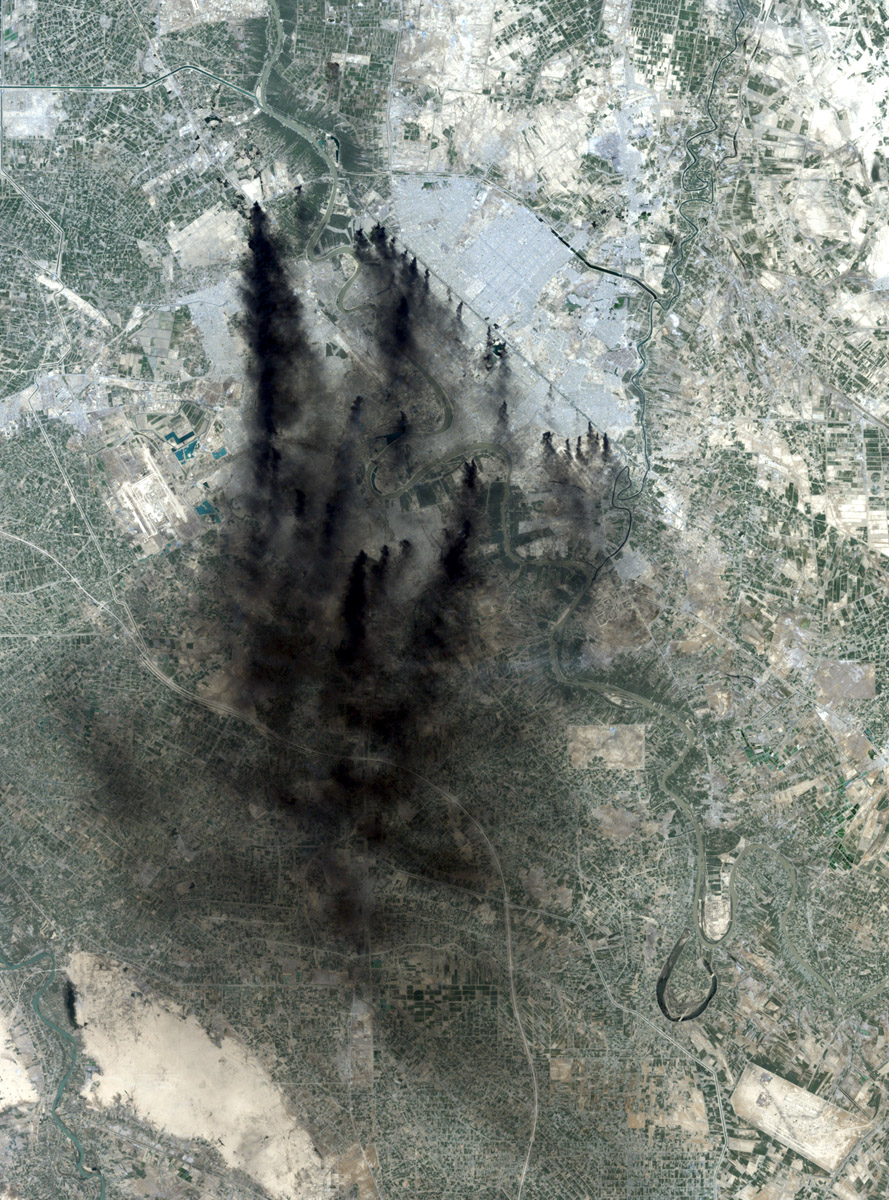
Satellitenbild von Bagdad, 2. April 2003

In den frühen Morgenstunden des 3. April 2003 begann mit einem intensiven Bombardement des Saddam International Airports die Entscheidungsschlacht um Bagdad. Die ununterbrochene Bombardierung der Hauptstadt und des Flughafens setzte um Mitternacht ein. In weiten Teilen der Stadt kam es erstmals seit Beginn der Kampfhandlungen zu massiven Stromausfällen. Im Südwesten war die 3. US-Infanteriedivision bis auf zehn Kilometer an die Stadtgrenze vorgerückt. Dem Angriff auf den Flughafen ging schwerer Artilleriebeschuss auf die irakischen Stellungen im südlichen Teil Bagdads sowie auf das Flughafengelände voraus. In der Nacht auf den 4. April rückte die 1. Brigade der 3. US-Infanteriedivision mit 4600 Soldaten und 120 M1-Abrams-Kampfpanzern auf den Flugplatz vor. Bereits am Morgen des 4. April gab Brigadier General Vincent K. Brooks, stellvertretender Direktor für Operationen des US Central Command, in Doha (Katar) bekannt, dass der Flughafen weitestgehend eingenommen worden war und sich unter US-amerikanischer Kontrolle befand.

## Beginn der Entscheidungsschlacht
Während des Angriffs auf den Internationalen Flughafen begannen am 3. April die Vorbereitungen für den Einmarsch in Bagdad. Das US-Oberkommando setzte Spezialtruppen ein, die am Stadtrand operieren sollten. Diese Spähtrupps meldeten Informationen über die feindlichen Verbände und deren Aufenthaltsorte. Die Luftstreitkräfte setzten die Informationen ein, um die Luftangriffe zu koordinieren und Angriffsziele festzulegen. Das Oberkommando erhoffte sich einen weiteren Vorteil durch diese Taktik: „Die irakischen Streitkräfte sollten durch diese Einsätze verwirrt und ihr Widerstand geschwächt werden, so dass ein verlustreicher Häuserkampf ausbleibt.“
Der 4. April 2003 begann mit einem Bombardement. Ziele des Luftangriffes waren die Stellungen der Republikanischen Garde und das Treibstofflager des Flughafens. Nach der erfolgreichen Eroberung des Saddam International Airports begann die 101. US-Luftlandedivision mit der Verlegung eines Teils ihrer Truppen von Nadschaf nach Bagdad. Die 1. US-Marineinfanteriedivision kontrollierte die Zufahrtsstraßen im Südosten der Hauptstadt. Im Verlauf des Tages stießen die Einheiten der Marineinfanterie nach Nordosten vor. Der Widerstand der irakischen Truppen stellte sich als gering heraus. Einheiten der Special Forces riegelten Bagdad im Norden ab und die 2. Brigade des 3. US-Infanteriedivision besetzte die südlichen Autobahnen. In den späten Abendstunden des 4. Aprils 2003 kontrollierten die US-Truppen sämtliche Zufahrtsstraßen nach Bagdad. Das Ziel, Bagdad vor dem Einmarsch ins Stadtzentrum zu umzingeln, war erreicht.
Die Kasernen der Republikanischen Garde im Südwesten Bagdads wurden am 5. April von der 2. Brigade angegriffen. Die irakischen Truppen leisteten zwar stärkeren Widerstand, konnten aber ihren Stützpunkt nicht erfolgreich gegen die US-amerikanische Übermacht verteidigen.

## Kampfverlauf im Zentrum
Am 5. April rückten US-amerikanische Truppen erstmals ins Stadtzentrum vor. Als Vorhut fuhr ein Bataillon (Task Force 1-64 Armor) der 2. Brigade der 3. US-Infanteriedivision mit seinen gepanzerten Fahrzeugen von Süden in die Stadt. Die Aktion dauerte rund drei Stunden und sollte den Widerstand und die Kampfkraft der Iraker bestimmen. Bei der Operation wurden schätzungsweise 1000 Iraker getötet und 100 Fahrzeuge zerstört. Die amerikanischen Truppen verloren dabei einen Soldaten und einen M1 Abrams-Kampfpanzer. Durch den erfolgreichen Verlauf gewann das US-Militär die erhofften Informationen über die Stärke des Widerstands und war überzeugt, diesen brechen zu können. Aussagen von gefangengenommenen Irakern legten nahe, dass diese der irakischen Propaganda geglaubt hatten, die Amerikaner würden weit vor den Toren Bagdads aufgehalten. Da der Vorstoß aber nur die westlichen Außenbezirke Bagdads berührt hatte, berichteten auch ausländische Medien am 5. April, dass die US-Truppen nicht in Bagdad selbst stünden. Mit diesen Erkenntnissen kamen die amerikanischen Generäle zu dem Schluss, dass eine mediale Präsenz der US-Truppen in Bagdad nötig war, um die Aussagen der irakischen Regierung als falsch zu entlarven und das Regime zu stürzen.
Am Sonntag, dem 6. April landeten erstmals US-amerikanische Transportflugzeuge des Typs Lockheed C-130 auf dem Bagdad International Airport, der den Amerikanern mittlerweile als Stützpunkt diente. Am selben Tag erließ Saddam Hussein den Befehl, sämtliche Straßenschilder in der Stadt zu entfernen, damit die US-amerikanischen Truppen die Orientierung verlören. Aufgrund Personalmangels und fehlender Zeit konnte der Befehl nicht umgesetzt werden. Viele Zivilisten verließen das Stadtgebiet und flüchteten vor den bevorstehenden Kämpfen.
Soldaten der 1. US-Marineinfanteriedivision rückten am 7. April über den Fluss Diyala im Südosten der Stadt vor. Die Iraker versuchten, den Vormarsch mit ihren T-72 Panzern aufzuhalten. Die Marineinfanteristen hatten die Anweisung, bei stärkerer Feindberührung sofort Luftunterstützung anzufordern, damit die eigenen Verluste möglichst gering blieben. So wurden die irakischen Panzer durch Kampfflugzeuge zerstört. Die US-Luftwaffe flog an diesem Tag 500 Angriffe, die zumeist durch Anforderungen von Bodentruppen zustande kamen.

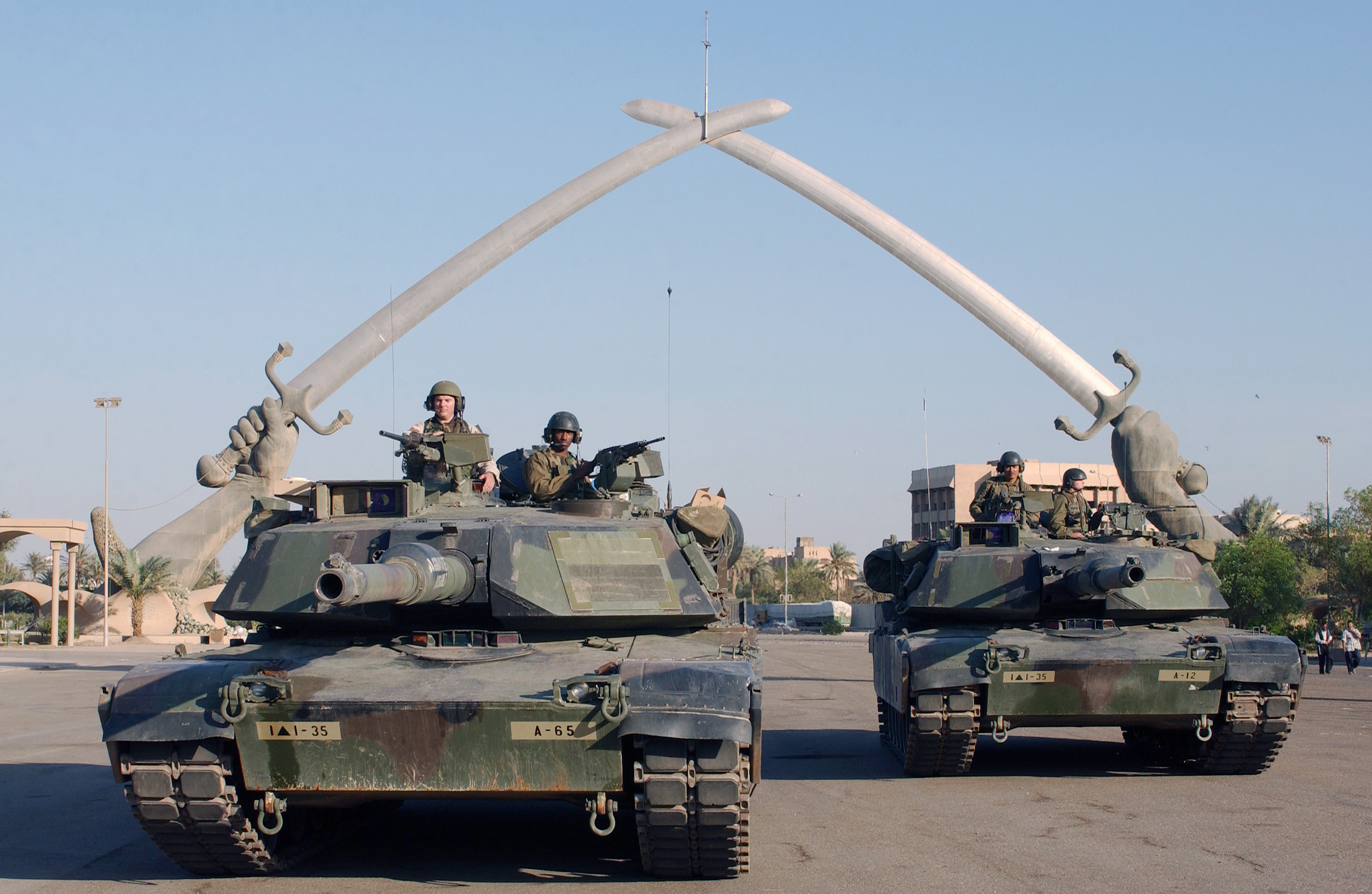
M1A1-Abrams-Kampfpanzer vor dem Triumphbogen Hands of Victory

Die 2. Brigade der 3. US-Infanteriedivision bekam den Auftrag, die Präsidentenpaläste sowie andere öffentliche Einrichtungen und Symbole der Macht Saddam Husseins im westlichen Stadtzentrum einzunehmen und möglichst über Nacht zu halten. Den Einheiten der 2. Brigade standen für diesen Auftrag 70 Abrams- und 60 Bradley-Panzer zur Verfügung. Die Luftunterstützung der Bodentruppen erfolgte durch Fairchild-Republic A-10 Erdkampfflugzeuge. Die Koordination des Angriffs übernahm das Tactical Operations Center (TOC) am Autobahnkreuz südlich der Stadt, die 2. Brigade nutzte das Gebiet auch als Stützpunkt und startete von dort ihren Auftrag. Der Weg zum Palast und Regierungsbezirk Bagdads führte über mehrere Autobahnbrücken. Dort schlug den Einheiten der 2. Brigade der stärkste Widerstand entgegen. Eine Koordinierung des irakischen Widerstandes fand zu diesem Zeitpunkt jedoch nicht mehr statt. Die Befehlsketten der Armee bestanden nicht mehr und viele irakische Soldaten flüchteten aufgrund der amerikanischen Übermacht. Die Fedajin leisteten den Invasoren heftigen Widerstand, aber auch ihre Aktionen waren unkoordiniert. Nachdem die 2. Brigade bereits den neuen Präsidentenpalast erobert hatte, sollte die 1. einen weiteren Palast einnehmen, den Fau-Palast. Durch die Kampfhandlungen der 3. US-Infanteriedivision starben an diesem Tag ungefähr 300 Iraker.
Das Tactical Operations Center wurde am Nachmittag des 7. Aprils Ziel eines Raketenangriffs. Die Iraker hatten das Camp mit einer Cruise Missile beschossen. Bei diesem Beschuss kamen fünf Menschen ums Leben.
Seit der Eroberung der Paläste verblieben die Soldaten in der Stadt und wurden nicht mehr zum Flughafen zurückgezogen. Der 8. April begann mit der Bombardierung des Informationsministeriums, des Hauptquartiers der Republikanischen Garde und des Gebäudes der Baath-Partei. Die Besetzung der vier wichtigsten Brücken über den Tigris im Zentrum Bagdads sollte an diesem Tag erreicht werden. Die Panzer der 3. US-Infanteriedivision rückten um 4 Uhr morgens aus und stießen auf den heftigsten Widerstand seit Kriegsbeginn. Die Iraker hatten sich auf den Einmarsch vorbereitet und Schutzwälle und Straßensperren gebaut. Irakische Scharfschützen stellten eine gewisse Bedrohung dar, die von den Panzerbesatzungen nicht bedacht worden war und zu Verlusten führte. Am späten Nachmittag beschossen US-Panzer das Al-Dschasira-Büro. Ein Kameramann des Nachrichtensenders kam durch eine Panzergranate ums Leben. Am Abend des 8. April standen alle vier Tigris-Brücken im Zentrum unter Kontrolle des US-Militärs.
Am selben Tag konnte die 1. US-Marineinfanteriedivision den Raschid-Militärflugplatz erobern und sichern. Der Flughafen war tagelang von Einheiten der Republikanischen Garde gehalten worden. 
Am 9. April wurden in den frühen Morgenstunden durch die 2. Brigade der 3. US-Infanteriedivision wichtige Positionen eingenommen und besetzt, darunter das Ölministerium, die Hauptstraße Bagdads, das Hauptquartier der Geheimpolizei und die Universität der Stadt. Um 18.00 Uhr deckte ein US-Soldat die Saddam-Statue vor dem Palestine Hotel am Firdaus-Platz zuerst mit der US-Flagge und später mit einer irakischen Flagge ab; das Bild davon steht symbolisch für das Ende des Irak-Krieges. Danach wurde die Statue mit Hilfe eines M88-Bergepanzers zum Einsturz gebracht.

## Beschuss des Hotel Palestine
Das Palestine Hotel am Ufer des Tigris im Zentrum Bagdads wurde seit Beginn des Krieges von der internationalen Presse als Hauptquartier und Medienzentrum genutzt. Selbst das Oberkommando der US-Streitkräfte wusste von der Anwesenheit der Presse im besagten Hotel. Am 8. April schoss ein M1-Abrams-Kampfpanzer eine Granate auf das Hotel ab, die im 15. Stock einschlug. Bei dem Beschuss kamen zwei Journalisten ums Leben. Drei weitere Journalisten erlitten bei diesem Vorfall leichte und schwerere Verletzungen.
Am 27. April 2007 wurden drei Angehörige der 3. US-Infanteriedivision wegen des Beschusses des Hotels und der Tötung eines spanischen Journalisten vor einem spanischen Gericht angeklagt.

## Bagdad nach der Schlacht
Der zunächst befürchtete Häuserkampf um die irakische Hauptstadt fand nicht statt. Am 9. April befand sich das Zentrum Bagdads unter der Kontrolle der US-amerikanischen Streitkräfte. Später gaben Offizielle der US Army einen Grund für den geringen Widerstand bekannt: Einige Offiziere waren im Vorfeld der Kampfhandlungen bestochen worden.
Zeitgleich mit dem Ende der Kampfhandlungen kam es an einigen Stellen zu Plünderungen, die insbesondere auch Krankenhäuser und das Nationalmuseum betrafen. Andere Einrichtungen wie das Innenministerium und das Ölministerium wurden hingegen von amerikanischen Truppen rechtzeitig gesichert. Wie in anderen Landesteilen auch, herrschte in Bagdad tagelang Chaos.

## Truppenteile
- 1st Marine Expeditionary Force
- 3. US-Infanteriedivision
- 101. US-Luftlandedivision